# Abby Hatcher, Fuzzly Catcher
Abby Hatcher (intitulat inițial Abby și prietenii pufoși) este un serial de televiziune canadian animat de CGI creat de Rob Hoegee. Produs de Guru Studio împreună cu Spin Master Entertainment, seria a avut premiera la Nickelodeon în Statele Unite pe 1 ianuarie 2019, și pe TVOKids în Canada pe 11 februarie 2019. A debutat online pe 18 decembrie 2018.

## Episoade
| Premiera originală | Premiera în România | N/o | Titlu român                          | Titlu englez                 |
| ------------------ | ------------------- | --- | ------------------------------------ | ---------------------------- |
|                    |                     |     |                                      |                              |
| SEZONUL 1          |                     |     |                                      |                              |
|                    |                     |     |                                      |                              |
| 01.01.2019         | 27.05.2019          | 01  | Abby-l cunoaște pe Bozzly            | When Abby Met Bozzly         |
| 01.01.2019         | 27.05.2019          | 01  | Păr pufos peste tot                  | Hair Flair Everywhere        |
|                    |                     |     |                                      |                              |
| 02.01.2019         | 28.05.2019          | 02  | Mo și Bo în zăpadă                   | Mo and Bo in the Snow        |
| 02.01.2019         | 28.05.2019          | 02  | Otis a ieșit din funcțiune           | Otis Out of Order            |
|                    |                     |     |                                      |                              |
| 03.01.2019         | 29.05.2019          | 03  | Bozzly e numai unul!                 | There's Only One Bozzly      |
| 03.01.2019         | 29.05.2019          | 03  | Verișoara Flugtilda                  | Cousin Flugtilda             |
|                    |                     |     |                                      |                              |
| 07.01.2019         | 30.05.2019          | 04  | Sculptura de flori a Prințesei Flug  | Princess Flug's Flower Float |
| 07.01.2019         | 30.05.2019          | 04  | Concursul de talente al Pufoșeniilor | The Fuzzlies' Talent Show    |
|                    |                     |     |                                      |                              |
| 08.01.2019         | 31.05.2019          | 05  | Prea obosit pentru tubă              | Too Tired to Tuba            |
| 08.01.2019         | 31.05.2019          | 05  | Ziua Prințesei Flug                  | One of a Kind                |
|                    |                     |     |                                      |                              |